# 松江鱸
松江鱸（学名：Trachidermus fasciatus），俗稱媳婦魚、花鼓鱼、四腮鱸魚，為輻鰭魚綱鮋形目杜父魚亞目杜父魚科的其中一種，也是松江鲈属下的唯一種。以中国上海松江所产者最为著名。中國將其列入中國國家重點保護野生動物名錄中第二級的保護物種。而IUCN則未做評估。

## 古代
《后汉书》曾提及左慈在曹操举办的宴会中当场钓来松江鲈鱼。葛洪《神仙传》也说“松江出好鲈鱼，味异它处”。 隋大业《拾遗记》载，隋朝時，隋煬帝到江都，吳郡松江獻鱸魚，煬帝赞赏曰：「所謂金齏玉膾，東南佳味也。」可見隋煬帝也很喜歡吃魚膾。除了蘸醬佐食外，亦有並用各種生菜拌食的食法，這種食法還很講究色彩和造型上的視覺美感。

## 分布
依《东海鱼类志》记述，松江鲈分布于菲律宾、朝鲜、日本以及中国东海、黄海、渤海等海域（及沿岸江河下游）；该物种的模式产地在菲律宾。 但《黄河鱼类志》作者及东海水产研究所研究员王幼槐根据松江鲈产卵期（一般在二月中至三月中）要求水温较低（4°C - 5°C）等条件，认为此鱼分布南达菲律宾的记载似不可信。 在中国见于鸭绿江口到福建九龙江口等邻海淡水江河下游地区。

## 深度
水深0至25公尺。

## 特徵
本魚體前部平扁，後部稍側扁。頭平扁，棘和稜均為皮膜所覆。口大，端位；上頷末端延伸至瞳孔後緣末端。前鰓蓋骨具4棘，上棘最大，後端向上彎曲。上下頷、腭骨和鋤骨具絨毛狀齒。體無鱗，被骨質小突起。背鰭2個，連續；胸鰭寬大，下部鰭條不分枝；尾鰭為凸。體背側褐色，腹部白色，頭側具4條暗色橫斑。第一背鰭的第2至4枚硬棘有一暗色斑；第二背鰭、胸鰭、臀鰭和尾鰭均有褐色小斑點形成的橫紋。體長可達14公分。

## 生態
為肉食性底棲小型魚類，在生殖季節，成魚頭側鰓蓋膜上各有2條橘紅色斜帶，似4片鰓片外露，故有「四鰓鱸」之稱。為降河洄游魚類。繁殖季節到來時，生殖群體由內河向河口聚集，並將卵產於近海的貝殼內，孵化後的幼魚則集體向淡水作溯河洄游，在淡水中索餌、成長。

## 經濟利用
肉味鮮美，極具經濟價值。目前人工放養已有相當的成效，是有價值的養殖對象。